# Mycalesis maura
Mycalesis maura är en fjärilsart som beskrevs av Grose-smith 1894. Mycalesis maura ingår i släktet Mycalesis och familjen praktfjärilar. Inga underarter finns listade i Catalogue of Life.